# Insula Jersey
- Acest articol se referă la Insula Jersey, dependență a coroanei britanice. Pentru alte sensuri ale cuvântului, vedeți Jersey (dezambiguizare).

Jersey (Limba Jèrriais: Jèrri) este cea mai mare și cea mai cunoscută dintre Insulele Canalului Mânecii, care este dependență a coroanei britanice. Este situată în largul coastelor Normandiei, iar în timpul verii este o destinație agreată de turiști atât francezi cât și englezi. Apărarea și relațiile internaționale sunt asigurate de Regatul Unit, dar insula nu face parte din acesta și nici din Uniunea Europeană, dar este asociată acesteia. Împreună cu insulele nelocuite Minquiers și Ecréhous formează bailiwick-ul (o altă denumire pentru teritoriu) Jersey.

## Istoric
Insulele Canalului fac parte din teritoriile anexate de Ducatul Normandiei în 933 de la Ducatul Bretaniei. William Cuceritorul, Ducele de Normandia, a pretins titlul de Rege al Angliei în 1066 și și-a securizat pretenția prin Cucerirea Normandă a Angliei. În urma conflictelor ulterioare dintre Regele Angliei și Regele Franței, acesta din urmă i-a retras primului titlul de Duce de Normandia în 1204, dar Insulele Canalului au rămas loiale acestuia. Monarhii britanici au retaliat, pretinzând titlul de rege al Franței, pretenție la care au renunțat în 1801. În niciun moment nu s-a pus problema ca insulele canalului să devină partea a Regatului Angliei sau să formeze o uniune asemenea celei cu Regatele Scoției sau al Irlandei. Așadar responsabilitățile feudale au rămas în sarcina Ducelui nominal, inclusiv după ce Regele Angliei a renunțat la acest titlu.
După Revoluția Engleză, odată cu restaurația lui Carol al II-lea Stuart care și-a petrecut exilul în Jersey, Insulele Canalului au primit privilegii suplimentare inclusiv puterea de a-și impune propriile taxe vamale. Tot drept răsplată pentru loialitate, Carol al II-lea a donat bailiff-ului de Jersey o serie de teritorii în coloniile britanice din America, ce au luat numele de New Jersey, actualmente un stat din cadrul Statelor Unite.
Împreună cu Guersney, Insulele Canalului au fost singurele teritorii britanice ocupate de Germania Nazistă în timpul celui de al Doilea Război Mondial, între 1 iulie 1940 și 9 mai 1945

## Geografie

Vedere din satelit a insulei Jersey

Jersey este o insulă cu o suprafață de 118,2 km², incluzând teritoriu recuperat din mare și zona dintre maree. Se află în Marea Mânecii, la aproximativ 22,5 km (12 mile nautice) de peninsula Cotentin din Normandia și la aproximativ 161 km sud de Marea Britanie. Este cea mai mare și cea mai sudică din Insulele Canalului.
Climatul este temperat, cu ierni moderate și veri răcoroase având o medie de zile însorite superioară celei din insulele Britanice. Terenul este format dintr-un platou înclinat, cu golfuri nisipoase în sud și faleze stâncoase în nord, platou traversat de văi ce curg in general din nord spre sud.

## Sistem politic
Jersey are propriul Parlament, numit States of Jersey. Este format din 53 de membri aleși: 12 senatori - aleși pe o perioadă de 6 ani, 12 conetabili - șefii parohiilor aleși pe o perioadă de 3 ani, 29 deputați - aleși pe o perioadă de 3 ani. Pe lângă aceasta șeful civil al insulei - Bailiff; și adjunctul participă la întruniri, acesta din urmă fiind președintele ședințelor. Trei membri fără drept de vot participă la ședințe: Decanul, procurorul general și solicitorul general, toți trei fiind numiți de coroana Britanică.
Din 2005 a fost introdus postul de Ministru Șef (engleză Chief Minister) care este șeful guvernului, compus din miniștri.
Sunt puține partide politice, candidații participând în general ca independenți. Jersey are propriile sisteme legale și de sănătate și propria politică de imigrație care însă nu este valabilă în celălalt bailiwick. Împreună cele două bailiwick-uri exercită tratate de dublă taxare, pentru a evita ca persoanele să fie taxate de două ori. Din 1961 fiecare bailiwick are curtea sa separată de apel, dar există o anumită corelație între cele două curți.

## Economia
Economia insulei se bazează pe servicii financiare, turism, comerț electronic și agricultură. Serviciile financiare reprezintă aproximativ 60% din veniturile insulei, Jersey fiind unul dintre principalele Centre Financiare Offshore. În Jersey se percepe TVA de 5% și are un număr mare de magazine Duty free astfel că produsele de lux sunt mai ieftine decât în Anglia sau Franța, acest lucru fiind un motiv în plus pentru atragerea turiștilor din aceste țări. Principalele produse agricole sunt cartofii și lactatele, rasa de bovine Jersey fiind caracteristică pentru insulă. 

### Moneda
Jersey își emite propriile bancnote și monede: Lira din Jersey. Nu sunt o modalitate legală de plată în cadrul Regatului Unit, dar sunt de multe ori acceptate.

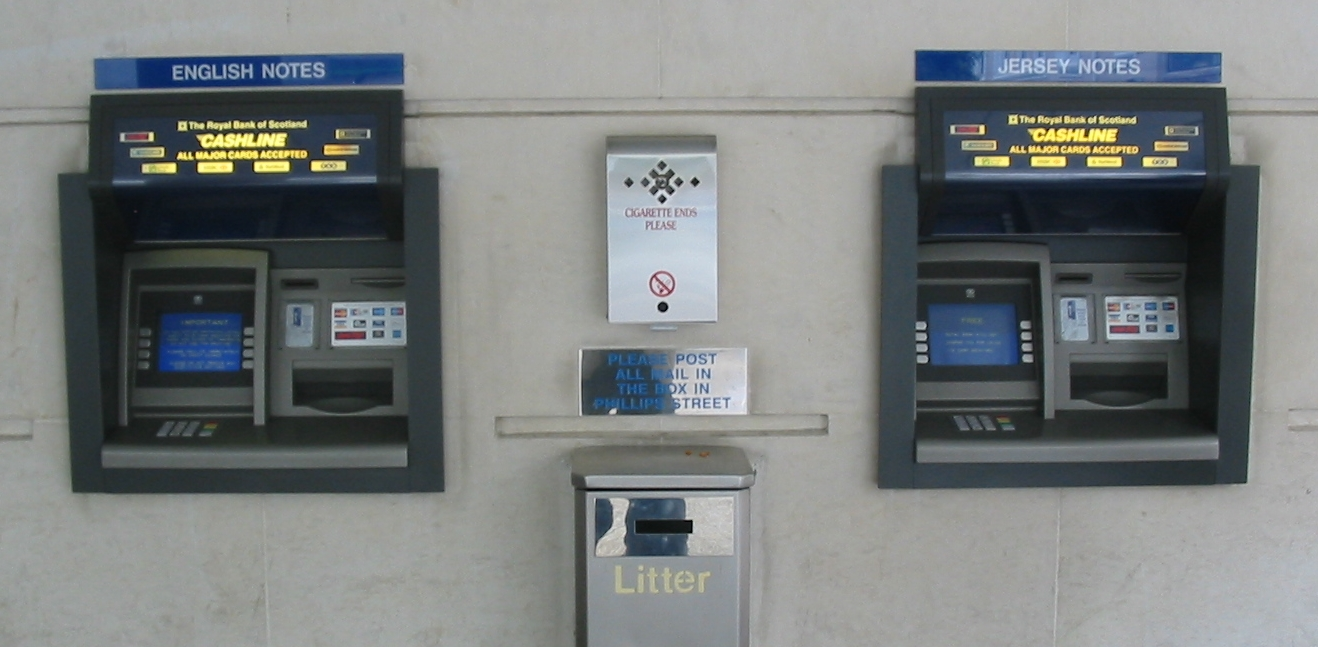
ATM-uri îngemănate la Saint-Hélier: ATM-ul din stânga distribuie bancnote engleze, iar ATM-ul din dreapta distribuie bancnote jerseyeze

Lira jeseyeză (în bancnote și în monede metalice emise de Statele Jersey) circulă liber alături de bancnotele și monedele engleze, de bancnotele și monedele din Guernsey, de bancnotele scoțiene. Băncile propun clienților ATM-uri în așa fel încât aceștia să poată să-și retragă bancnotele de care au nevoie: jerseyeze sau engleze, potrivit nevoilor lor.

#### Bancnote
Toate bancnotele din Jersey poartă pe avers portretul Reginei, în filigran fiind reprezentat capul unei vaci de rasă jerseyeză. Există bancnote de 1 liră, 5 lire, 10 lire, 10 lire, 20 de lire și 50 de lire.

#### Monede metalice
Fiecare din monedele metalice jerseyeze poartă gravată efigia Reginei și deviza Bailiwick of Jersey. Există în circulație, în Jersey, următoarele monede metalice: 1 penny, 2 pence, 5 pence, 10 pence, 20 pence, 50 pence, 1 liră și 2 lire. Această din urmă piesă metalică este rară.

## Diviziuni administrative
Jersey este divizată în 12 parohii, toate având acces la mare și fiind numite după sfântul ce dă hramul vechii biserici parohiale:
- Grouville (istoric Saint Martin de Grouville)
- Saint Brelade
- Saint Clement
- Saint Helier
- Saint John
- Saint Lawrence
- Saint Martin
- Saint Mary
- Saint Ouen
- Saint Peter
- Saint Saviour
- Trinity

## Limba jèrriais
Jèrriais este o formă a limbii normande vorbită în Jersey. A înregistrat un declin în ultimul secol datorită utilizării crescânde a englezei în administrație, învățământ și comerț. Actualmente numărul de vorbitori nativi de Jèrriais este din ce în ce mai mic și datorită vârstei acestora, numărul lor descrește anual. În ciuda acestui fapt, se fac eforturi de a păstra limba pentru a o salva de la dispariție.
O limbă similară, dgèrnésiais este vorbită în insula alăturată Guernsey; în insula Sark, se vorbește sercquiais, o descendentă a limbii Jèrriais adusă de coloniștii de pe Jersey care s-au stabilit pe insula Sark în Secolul XVI; toate fiind intercomprehensibile cu limba normandă din Normandia.
Jèrriais este numită uzual Franceză de Jersey (engleză Jersey French) sau Franceză Normandă de Jersey (Jersey Norman French) de către vorbitorii de limbă engleză, care o încurcă sau o consideră un dialect al limbii franceze; și este numită jersiais sau normand de Jersey de vorbitorii de limbă franceză. Trebuie menționat faptul că Jèrriais este diferită de Franceza Legală din Jersey (franceză Français de Jersey), dialectul oficial al francezei care este utilizat pentru editarea contractelor legale, ale legilor și documentelor oficiale de către guvernul și administrația din Jersey.